# 報恩寺 (和歌山市)
報恩寺（ほうおんじ）は、和歌山県和歌山市吹上にある日蓮宗の本山（由緒寺院）。山号は白雲山。

## 沿革
- 慶長14年（1609年） - 日忠、要行寺を創立。
- 寛文6年（1666年）1月24日、紀伊徳川家祖徳川頼宣の正室瑤林院が江戸で逝去、遺骸は池上本門寺で荼毘にふされ、頼宣が自ら瑤林院の霊柩を護って和歌山へ帰り要行寺に埋葬。
- 寛文9年（1669年） - 紀州藩主徳川光貞が母瑤林院への報恩と追福のため、要行寺を改め広大な白雲山報恩寺を造営して紀伊徳川家菩提寺とし、篤くこれを祭祀した。以後、歴代藩主正室の菩提寺となる。
- 明治維新の廃仏毀釈により全山廃却。
- 明治11年（1878年） - 復興し本山に復帰。
- 明治12年（1879年） - 円如寺（旧観音寺）を合併。
- 昭和20年（1945年） - 和歌山大空襲により本堂焼失。

現住は36世長瀬日優貫首（文京区興善寺より晋山）。小西法縁。

## 文化財
- 梵鐘（和歌山市指定文化財）
- 紀州徳川家霊廟（和歌山市指定文化財）
- 瑤林院墓（和歌山市指定文化財）[1]

## 旧末寺
日蓮宗は昭和16年（1941年）に本末を解体したため、現在では、旧本山・旧末寺と呼びならわしている。
- 養心山法紹寺（和歌山県和歌山市神前）
- 長束山安楽寺（和歌山県和歌山市中之島）
- 妹背山海禅院（和歌山県和歌山市和歌浦中）
- 普陀落山應供寺（和歌山県和歌山市相坂）
- 多聞山正福寺（和歌山県岩出市曽屋）

## 交通アクセス
- 南海和歌山市駅2番のりば、JR和歌山駅2番のりばから和歌山バスに乗車し、日赤医療センター前停留所下車、徒歩約5分。